# Sphinctomyrmex trux
Sphinctomyrmex trux  (лат.) — вид тропических муравьёв (Formicidae). Специализированы на питании другими видами муравьёв (мирмекофагия). 

## Распространение
Квинсленд, Австралия.

## Описание
Мелкие муравьи с узким цилиндрическим телом длиной 4,4—5,2 мм. Усики рабочих состоят из 12 члеников (все поперечные, кроме скапуса и вершинного членика). Глаза у рабочих отсутствуют. Мандибулы треугольной формы. Длина головы — 0,84—0,94 мм (ширина 0,74—0,89), длина скапуса — 0,47—0,54 мм, длина постпетиоля — 0,53—0,58 мм (ширина 0,44—0,50). Окраска тела коричневато-красная, ноги и усики светлее, желтоватые (Brown, 1975).